# Юрки (Гомельская область)
Юрки (бел. Юркі) — деревня в Волосовичском сельсовете Октябрьского района Гомельской области Белоруссии.

## География
В 32 км на юго-восток от Октябрьского, 35 км от железнодорожной станции Рабкор (на ветке Бобруйск — Рабкор от линии Осиповичи — Жлобин), 260 км от Гомеля.
На западе сеть мелиоративных каналов.

## История
По письменным источникам известна с XIX века в составе поместья Литвиновичи, владение помещика Вольбена. Согласно переписи 1897 года находился трактир, в Озаричской волости Бобруйского уезда Минской губернии.
В 1929 году жители вступили в колхоз. Во время Великой Отечественной войны в апреле 1942 года немецкие оккупанты полностью сожгли деревню и убили 37 жителей. Около деревни они создали концлагерь с целью распространения эпидемии тифа средь населения и солдат Красной Армии. Под открытым небом на площадке, обнесённой колючей проволокой, гитлеровцы держали около 10 000 человек. Освобождена 19 марта 1944 года. 31 житель погиб на фронте. В 1966 году к деревне присоединена деревня Дерть. В составе колхоза имени А. М. Горького (центр — деревня Дербин).

## Население
- 1844 год — 6 дворов.
- 1897 год — 14 дворов, 102 жителя (согласно переписи).
- 1908 год — 17 дворов, 139 жителей.
- 1917 год — 172 жителя.
- 1924 год — 25 дворов.
- 1940 год — 34 двора.
- 1959 год — 107 жителей (согласно переписи).
- 2004 год — 12 хозяйств, 16 жителей.
- 2015 год — 1 хозяйство, 1 житель.

## Транспортная сеть
Транспортные связи по просёлочной, затем автомобильной дороге Октябрьский — Озаричи. Планировка состоит из короткой, чуть изогнутой улицы, близкой к меридиональной ориентации. Застройка деревянная, неплотная, усадебного типа.